# Bundeskinderschutzgesetz
Das 2012 in Kraft getretene Bundeskinderschutzgesetz – ein Artikelgesetz – soll das Wohl von Kindern und Jugendlichen schützen und ihre körperliche, geistige und seelische Entwicklung fördern.

## Inhalt
Das Gesetz besteht aus sechs Artikeln:
- Kern des Gesetzes ist das durch Artikel 1 neu geschaffene Gesetz zur Kooperation und Information im Kinderschutz (KKG). Das KKG regelt, wie Eltern über Unterstützungsangebote in Fragen der Kindesentwicklung informiert werden. Es schafft Rahmenbedingungen für verbindliche Netzwerkstrukturen im Kinderschutz. Zudem regelt das KKG die Beratung und die Übermittlung von Informationen durch Geheimnisträger (z. B. Ärzte und Lehrer) bei Gefährdungen des Kindeswohls.
- Artikel 2 ändert den § 8a Achtes Buch Sozialgesetzbuch (SGB VIII, Kinder- und Jugendhilfe) und fügt mit § 8b und § 79a SGB VIII zwei neue Regelungen ein.
- Artikel 3 ändert das Neunte Buch Sozialgesetzbuch (Rehabilitation und Teilhabe behinderter Menschen) und das Schwangerschaftskonfliktgesetz.
- Artikel 4 war im ersten Gesetzentwurf nicht enthalten. Die Vorschrift wurde erst im laufenden Gesetzgebungsprozess in das Bundeskinderschutzgesetz aufgenommen. Sie bestimmt, dass die Bundesregierung die Wirkungen des Bundeskinderschutzgesetzes unter Beteiligung der Länder zu untersuchen und dem Deutschen Bundestag bis zum 31. Dezember 2015 über die Ergebnisse dieser Untersuchung zu berichten hat (Evaluationspflicht).
- Artikel 5 ermächtigt das Bundesministerium für Familie, Senioren, Frauen und Jugend, den Wortlaut des Achten Buches Sozialgesetzbuch in der Neufassung im Bundesgesetzblatt bekanntzumachen.
- Artikel 6 regelt das Inkrafttreten des Gesetzes.

## Hintergrund, Gesetzgebungsverfahren
Eine Überarbeitung der Regelungen zum Schutz von Kindern wurde als fachlich und politisch notwendig erachtet, insbesondere weil der im Jahr 2005 im Rahmen des Gesetzes zur Weiterentwicklung der Kinder- und Jugendhilfe (KICK) in das Achte Buch Sozialgesetzbuch eingefügte § 8a SGB VIII als nicht ausreichend für wirksamen Kinderschutz erachtet wurde.
Die Bundesregierung hatte den Entwurf des Gesetzes am 16. März 2011 verabschiedet. Der Bundesrat forderte am 27. Mai 2011 umfangreiche Nachbesserungen. Am 22. Juni 2011 brachte die Bundesregierung den Gesetzentwurf in den Deutschen Bundestag ein. Der Bundestag stimmte dem Entwurf am 27. Oktober 2011 mit den Stimmen der Regierungsfraktionen zu. Die Änderungsvorschläge des Bundesrates wurden dabei nur zum Teil umgesetzt. Der Bundesrat beschloss deshalb am 25. November 2011, dem vom Deutschen Bundestag verabschiedeten Gesetz nicht zuzustimmen. Die Bundesregierung rief daraufhin den Vermittlungsausschuss an. Der Vermittlungsausschuss erarbeitete einen Kompromissvorschlag, dem der Bundesrat am 16. Dezember 2011 zustimmte.